# Paul Lauterbur
Paul Christian Lauterbur, né le 6 mai 1929 à Sidney dans l'Ohio et mort le 27 mars 2007 à Urbana dans l'Illinois, est un chimiste américain qui a partagé le prix Nobel de physiologie ou médecine en 2003 avec Peter Mansfield pour son travail qui a rendu possible le développement de l'imagerie par résonance magnétique (IRM). En 1984, il reçoit le Prix Lasker.
Né à Sidney, dans l'Ohio, Lauterbur est diplômé du lycée de Sidney, où une nouvelle aile de chimie, de physique, et de biologie a été consacrée en son honneur. Il a préparé une licence à l'université occidentale de Cleveland. Diplômé en 1962 de l'université de Pittsburgh, il attribue l'idée de l'IRM à un éclair de génie un jour dans un Eat'n Park Big Boy à Pittsburgh, le premier modèle d'IRM étant griffonné sur une serviette de table. La recherche qu'il a effectuée à l'université de l'État de New York à Stony Brook l'a mené au prix Nobel. Le Dr Lauterbur a été professeur à l'université de l'Illinois à Urbana-Champaign jusqu'à sa mort.
Le prix Nobel de physique en 1952, qui est allé à Felix Bloch et à Edward Mills Purcell, était pour le développement de la résonance magnétique nucléaire (RMN), le principe scientifique de l'IRM. Cependant, la résonance magnétique a été employée principalement pour étudier la structure chimique des substances. Lauterbur a repris l'idée de Robert Gabillard (Sujet de thèse de doctorat, 1952) qui consistait à créer des gradients dans le champ magnétique pour permettre de déterminer l'origine des ondes radio émises par les noyaux de l'objet étudié. Cette information spatiale permet de construire des images bidimensionnelles. Sa machine IRM originale est située au bâtiment de chimie sur le campus de l'université de l'État de New York.